# HAZAN
『HAZAN』（はざん）は、2004年に公開された榎木孝明主演の日本映画。陶芸家として初めて文化勲章を授与された板谷波山の生涯を描いた作品。
茨城県および下館市の全面協力体制で作られた県民創世映画。

## 概要
板谷は教職にありながら、陶芸家を目指してその道を捨てる。陶芸家として認められるまでには困難がありながらも、作品に妥協を許さぬ姿勢を貫き、世界に比類なき独自の芸術を生み出した。日本が誇る板谷波山の生き方が鮮烈によみがえる。

## キャスト
- 板谷波山：榎木孝明（幼少期：高橋慶輝）
- まる：南果歩
- 現田市松：康すおん
- 深海三次郎：柳ユーレイ
- サブ：寺島進
- 新納忠之介：長谷川初範
- 平野耕輔：大鶴義丹
- 岡倉天心：益岡徹
- 堀田：中村嘉葎雄
- 風鈴売り：田中美里
- 板谷百合子：大平奈津美
- 勝蔵：飯島大介
- 加瀬亮、花悠子、岸本功、宮本大誠、篠田薫、マキタスポーツ　ほか

## スタッフ
- 協力：茨城県、友部町、下館市、出光美術館、板谷波山記念館
- 監督：五十嵐匠
- 原案：荒川正明「板谷波山の生涯―珠玉の陶芸」
- 脚本：荻田芳久、五十嵐匠
- 音楽：安川午朗
  - コントラバス演奏：河原泰則
- 撮影：芦澤明子
- 美術：池谷仙克
- 照明：金沢正夫
- 録音：南徳昭
- 記録：生田透子
- 編集：宮島竜治
- 助監督：川口浩史
- 音響効果：帆苅幸雄
- 陶芸製作・指導：齋藤勝美
- 製作者：村山英世
- プロデューサー：福間順子
- 企画：映画波山製作委員会
- 製作：桜映画社

## ロケ地
ロケ協力： いばらきフィルムコミッション、水海道市、笠間市、茨城県陶芸美術館、東京工業大学、東京藝術大学、石川県立工業高等学校、北区文化振興財団　ほか
- 東京・田端の波山邸のロケーション撮影は、茨城県西茨城郡友部町上市原（現在の笠間市上市原）で行われた[1]。周囲は小高い丘で棚田の残るところであった[1]。